# Olympische Sommerspiele 2000/Teilnehmer (Oman)
| Gelbes Symbol für Goldmedaillen mit stilisierten Olympischen Ringen | Graues Symbol für Silbermedaillen mit stilisierten Olympischen Ringen | Braundes Symbol für Bronzemedaillen mit stilisierten Olympischen Ringen |
| ------------------------------------------------------------------- | --------------------------------------------------------------------- | ----------------------------------------------------------------------- |
| —                                                                   | —                                                                     | —                                                                       |

Oman nahm an den Olympischen Sommerspielen 2000 in der australischen Metropole Sydney mit sechs männlichen Athleten in zwei Sportarten teil.
Seit 1984 war es die fünfte Teilnahme des asiatischen Staates an Olympischen Sommerspielen.

## Teilnehmer nach Sportart

### Leichtathletik
- Hamoud Abdallah al-Dalhami, Mohamed al-Houti, Mohamed Said al-Maskary und Jahad Abdullah al-Sheikh
Männer, 4 × 100 m Staffel: in der 1. Runde ausgeschieden (39,82 s)
- Mohamed al-Houti
Männer, 200 m: in der 1. Runde ausgeschieden (21,19 s)

### Schießen
- Hilal al-Rasheedi
Männer, Luftgewehr 10 m: 44. Platz
Männer, Kleinkaliber liegend 50 m: 25. Platz

### Schwimmen
- Khalid al-Kulaibi
Männer, 50 m Freistil: 68. Platz (26,96 s)